# Puccinia cryptica
Puccinia cryptica ist eine Ständerpilzart aus der Ordnung der Rostpilze (Pucciniales). Der Pilz ist ein Endoparasit von Trespen und Gersten. Symptome des Befalls durch die Art sind Rostflecken und Pusteln auf den Blattoberflächen der Wirtspflanzen. Sie ist ein Endemit Chiles.

## Merkmale

### Makroskopische Merkmale
Puccinia cryptica ist mit bloßem Auge nur anhand der auf der Oberfläche des Wirtes hervortretenden Sporenlager zu erkennen. Sie wachsen in Nestern, die als gelbliche bis braune Flecken und Pusteln auf den Blattoberflächen erscheinen.

### Mikroskopische Merkmale
Das Myzel von Puccinia cryptica wächst wie bei allen Puccinia-Arten interzellulär und bildet Saugfäden, die in das Speichergewebe des Wirtes wachsen. Aecien oder Spermogonien der Art sind nicht bekannt. Die gelbbraunen Uredien des Pilzes wachsen beidseitig auf den Wirtsblättern. Seine ebenfalls gelbbraunen Uredosporen sind 25–30 × 22–27 µm groß, zumeist breitellipsoid bis kugelig und fein stachelwarzig. Die blattunterseitig wachsenden Telien der Art sind schwärzlich und lang bedeckt. Die haselnussbraunen Teliosporen sind ein- bis zweizellig, in der Regel länglich bis lang eiförmig und 34–42 × 20–30 µm groß. Ihre Stiele sind bräunlich und bis zu 20 µm lang.

## Verbreitung
Das bekannte Verbreitungsgebiet von Puccinia cryptica umfasst lediglich Chile.

## Ökologie
Die Wirtspflanzen von Puccinia cryptica sind Trespen (Bromus spp.) und Gersten (Hordeum spp.). Der Pilz ernährt sich von den im Speichergewebe der Pflanzen vorhandenen Nährstoffen, seine Sporenlager brechen später durch die Blattoberfläche und setzen Sporen frei. Die Art verfügt über einen Entwicklungszyklus, von dem bislang lediglich Telien und Uredien sowie deren Wirt bekannt sind; Spermogonien und Aecien konnten dem Pilz nicht zugeordnet werden.